# Église Saint-Luc de Dresde
L'église Saint-Luc de Dresde est une église évangélique dans le quartier de Südvorstadt.

## Histoire

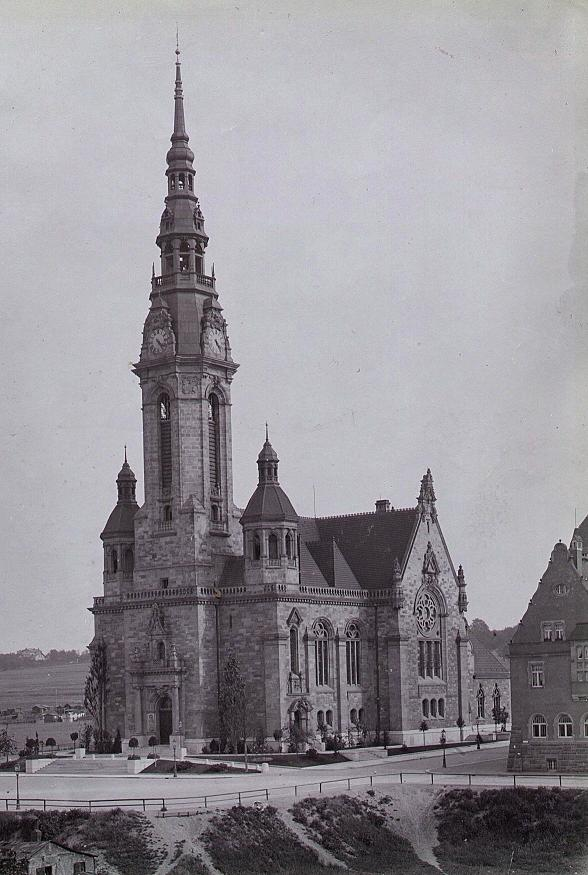
L'église Saint-Luc en 1903

L'église est construite de 1898 à 1903 selon les plans de l'architecte Georg Weidenbach. Elle est consacrée le 29 mars 1903. Dans le clocher de 83 mètres de haut, se trouvent quatre cloches en bronze de la fonderie Bierling, fondues en 1917. L'intérieur reçoit une peinture dans le style Art Nouveau d'Otto Gussmann. L'orgue est installé en 1901 par la facture Jehmlich et est inutilisable pendant de nombreuses années après la Seconde Guerre mondiale.
Entre 1908 et 1933, le prédicateur Johannes Kessler, ancien précepteur de l'empereur Guillaume II, officie dans l'église.
Pendant la période du national-socialisme, l'église a un pasteur proche de cette idéologie ainsi que des représentants de l'Église confessante observés par la Gestapo. Les raids aériens sur Dresde le 13 février 1945 causent de graves dommages à l'église Saint-Luc, qui brûle complètement à l'intérieur, le dôme du clocher est abattu. En conséquence, l'église est inutilisée pendant un certain temps.
De 1948 à 1970, Walter Feurich est pasteur de la paroisse de Saint-Luc. Il est considéré comme un représentant du Mouvement de l'église dans le socialisme.
Vers la fin des années 1950, l'église commence à servir de lieu de répétitions et d'enregistrements d'orchestres. Entre 1964 et 1972, sous la direction de l'architecte de Dresde Herbert Burkhardt, l'église est transformée en studio d'enregistrement pour le VEB Deutsche Schallplatten Berlin. Elle accueille des chefs comme Herbert von Karajan et Karl Böhm et des chanteurs comme Theo Adam, Peter Schreier ou Herman van Veen. Les enregistrements portent la mention Studio Lukaskirche. Avec l'aide du revenu de location pour les enregistrements audio, l'église est progressivement restaurée.
Depuis 1972, l'église sert de nouveau pour le culte.
Un rapport en 2017 pour reconstruire le dôme du clocher atteste une viabilité structurelle et permet à la Förderverein Lukaskirche Dresden e.V., de travailler avec des chiffres exacts. Ainsi l'ensemble du projet de construction coûtera environ un million d'euros, qui sera partiellement financé par des dons. Un soutien est le parlementaire CDU Andreas Lämmel, qui veut faire de la publicité auprès du gouvernement fédéral pour la reconstruction du clocher.

## Source de la traduction
- (de) Cet article est partiellement ou en totalité issu de l’article de Wikipédia en allemand intitulé « Lukaskirche (Dresden) » (voir la liste des auteurs).